# ボグダン・ヤドフ
ボグダン・ヤドフ（Bogdan Iadov、ウクライナ語: Богдан Костянтинович Ядов、1996年11月27日 - ）はウクライナ・キーウ出身の柔道選手。階級は66kg級。

## 経歴
2011年の世界カデ50㎏級で5位になった。2013年の世界カデ60㎏級では2位となった。2014年にはユースオリンピックの66㎏級決勝で阿部一二三に敗れて2位だったが、世界ジュニアでは5位だった。2015年のヨーロッパジュニアでは2位になった。2019年にはグランプリ・テルアビブで2位、グランドスラム・バクーで3位になった。世界選手権では7位だった。2020年にはロシア代表で活躍していたダリア・ボブリコワと結婚した。東京オリンピックにはより活躍していた元世界チャンピオンのゲオルギー・ザンタラヤがいたため出場できなかった。2022年のヨーロッパ選手権では優勝を飾るも、 世界選手権では7位にとどまった。
IJF世界ランキングは2887ポイント獲得で9位(24/2/26現在)。

## 主な戦績
- 2011年 - 世界カデ　5位(50㎏級)
- 2013年 - 世界カデ　2位(60㎏級)
- 2014年 - ユースオリンピック　2位
- 2014年 - 世界ジュニア　5位
- 2015年 - ヨーロッパジュニア　2位
- 2017年 - ヨーロッパオープン・カトヴィツェ　優勝
- 2018年 - グランプリ・ブダペスト　3位
- 2019年 - グランプリ・テルアビブ　2位
- 2019年 - グランドスラム・バクー　3位
- 2019年 - 世界選手権 7位
- 2021年 - グランドスラム・アブダビ　3位
- 2022年 - グランプリ・アルマダ　3位
- 2022年 - グランドスラム・テルアビブ　3位
- 2022年 - ヨーロッパ選手権　優勝
- 2022年 - 世界選手権 7位
- 2023年 -　グランドスラム・パリ　優勝
- 2023年 -　グランドスラム・トビリシ　3位
- 2023年 - ヨーロッパ選手権 3位
- 2024年 -　グランプリ・リンツ　3位

(出典、JudoInside.com)